# Ineitkaues
Ineitkaues (Neit - božica rata, ka - "duša") je bila egipatska kraljica supruga iz 3. dinastije. Bila je rođena kao princeza, kćer Kasekemuija i Nimaetap, u 2. dinastiji, te je bila sestra Džozera i Hetefernebti, teta Ineitkaes. Udala se za Sanakta, koji joj je možda bio brat. Nije poznato jesu li imali djecu. Nakon Sanaktove smrti, zavladao je Džozer. 